# Ridleia dendyi
Ridleia dendyi är en svampdjursart som beskrevs av de Laubenfels 1934. Ridleia dendyi ingår i släktet Ridleia och familjen Polymastiidae. Inga underarter finns listade i Catalogue of Life.